# Андрес Гарроне
Андрес Гарроне (ісп. Andrés Garrone, нар. 13 травня 1976, Леонес) — аргентинський футболіст, що грав на позиції нападника. По завершенні ігрової кар'єри — тренер. З 2013 року тренує молодіжну команду клубу «Клуб Леонес».

## Клубна кар'єра
У дорослому футболі дебютував 1994 року виступами за команду «Росаріо Сентраль», в якій провів три сезони, взявши участь у 16 матчах чемпіонату. За цей час виборов титул володаря Кубка КОНМЕБОЛ у 1995 році. Згодом з 1997 по 2000 рік грав за інші місцеві команди «Лос Андес», «Сентраль Кордова» та «Ель Порвенір».
У 2000 році він перебрався до Колумбії, де пограв за «Депортес Кіндіо», а наступного року перебрався до Європи, де спочатку недовго виступав за португальський клуб «Мая», після чого до завершення кар'єри грав у нижчих лігах Італії. Так з командою «Роденго Саяно» він став чемпіоном у Серії D у 2007 році і піднявся до Лега Про Секонда Дівізіоне, четвертого за рівнем дивізіону країни, а з клубом «Аурора Серіате» 2011 року виграв чемпіонат дивізіону нижче — Еччеленцу і вийшов з командою до Серії D.
Завершив ігрову кар'єру у клубі «Орса Корте Франка», у складі якої виступав у 2009—2010 та 2011—2012 роках.

## Виступи за збірну
1995 року у складі молодіжної збірної Аргентини поїхав на молодіжний чемпіонат світу 1995 року в Катарі, де нападник провів три матчі, забив один гол і став з командою чемпіоном світу.

## Кар'єра тренера
Повернувшись до Аргентини в кінці 2012 року, він став тренером молодіжної команди «Клуб Леонес».

## Титули і досягнення
- Володар Кубка КОНМЕБОЛ (1):

«Росаріо Сентраль»: 1995
- Чемпіон світу (U-20): 1995